# رضا الهندي
رضا بن محمد الهندي (1290 هـ - 1362 هـ). هو رجل دين وشاعر وأديب شيعي عراقي نجفي، وأصل أسرته يعود إلى مدينة لكهنو الهندية، ويمتد نسبّه كما حكته بعض المصادر الشيعية إلى علي الهادي، واسمه الكامل هو: رضا بن محمد بن هاشم بن مير شجاعة علي النقوي الموسوي الهندي.

## ولادته ونشأته
ولد في النجف في الثامن من ذي القعدة 1290 هـ كما حدّث به آغا بزرگ الطهراني، وكان خامس إخوته الستة، ووالده كان من فقهاء الشيعة المعروفين، وقد تتلمذ على يد محسن خنفر، ومرتضى الأنصاري، وحسين الكوهكمري، وعلي بحر العلوم، ومحمد حسن الشيرازي، وغيرهم؛ وقد هاجر رضا الهندي إلى سامراء سنة 1298 هـ، وله من العمر ثمان سنوات حين اجتاح النجف وباء الطاعون حيث حضر والده في تلك الفترة درس محمد حسن الشيرازي. فنشأ وترعرع رضا الهندي في سامراء على والده، وابتدأ فيها بالدراسة الحوزوية وشرع بدراسة المقدمات وبعض كتب الأدب، حتى عاد مع أبيه سنة 1311 هـ إلى النجف فأتمّ مرحلة السطوح وحضر دروس الفقه والأُصول على علمائها.

## اساتذته
- الشيخ محمّد كاظم الخراساني، المعروف بالآخوند صاحب الكفاية (1329 هـ).
- الشيخ حسن بن الشيخ صاحب الجواهر.
- أبوه، السيّد محمّد الهندي(1242 هـ - 1323 هـ).
- السيّد محمّد الطباطبائي.
- الشيخ الملا محمّد الشربياني (1248 ـ 1322 هـ).
- الشيخ محمّد طه نجف (1241 ـ 1323 هـ).

## مكانته العلمية
لم تسلّط الأضواء على الجوانب العلميّة للسيّد رضا الهندي، حيث طغى عليه الجانب الأدبي وشعره الرائع حيث زاول الأدب زمناً طويلاً، فأبدع فيه إبداعاً كان المجلّى فيه بين جمع كبير من الاُدباء والعباقرة في زمانه، وحمل راية الأدب في النجف زماناً طويلاً يزيد على أربعين سنة، كلّ ذلك قلّل من سطوع ذلك الجانب العلمي المهمّ في حياة السيّد إذ عُرِف بالنبوغ المبكّر والصلاح والتقوى منذ نعومة أظفاره وانكبابه على الدرس حتى شهد له الشيخ محمّد طه نجف بالاجتهاد المطلق سنة 1322 ه‍‍.
وكان زاهداً بالزعامة الدينية على الرغم من مؤهّلاته، شديد التواضع، رفيع الخُلق، جمّ المناقب، وديع النفس بعيداً عن الكبر والزهو، لين العريكة تقيّاً صالحاً ورعاً ديّناً خشناً في ذات اللّه.
بعثه المرجع الكبير السيّد أبو الحسن الاصفهاني وكيلاً عنه إلى ناحية الفيصيلية، فكان هناك مرجعاً في الاحكام وملاذ للناس.
كان والده الحجّة الكبير السيّد محمّد ضليعا في علم الرجال وله كتاب (اللآل في علم الرجال) بثلاثة عشر مجلدا كما كانت له اليد الطولى في العلوم الغريبة: الجفر والرمل والاوفاق والاوراد وغير ذلك، وقد جدّ السيّد الرضا في الاشتغال بمعرفتها عنده حتى تضلّع بها وأجازه والده.
قال عنه الشيخ حرز الدين : (كان عالماً فاضلاً ورعاً زاهداً عابداً، أديباً شاعراً بارعاً، مثالاً للاباء والعزّ والشرف والنبل، وكان اُصولياً منطقياً عروضياً، مستحضراً للمواد اللغويّة).
وقال عنه السيد الأمين: (كان عالماً فاضلاً، وأديباً شاعراً من الطبقة الممتازة بين شعراء عصره)
وقال صاحب الحصون المنيعة: (فاضل معاصر، وشاعر بارع، وناثر ماهر، له إلمام بجملة من العلوم، ولسانه فاتح كل رمز مكتوم، ومعرفته بالفقه والأصول لا تنكر، وفضائله لا تكاد تحصر، رقيق الشعر بديعه، خفيف الروح حسن الأخلاق طيب الأعراق، طريف المعاشرة، لطيف المحاورة، جيد الكتابة، وأفكاره لا تخطي الإصابة).

## ادبه وشعره
والسيّد المترجم له، من أعظم الاُدباء والشعراء وقد كتب في (جميع فنون الأدب وأبواب الشعر).
قال الأُستاذ جعفر الخليلي عنه : (زاول الأدب زمناً طويلاً، فأبدع فيه إبداعاً كان المجلى فيه بين جمع كبير من الأدباء والعباقرة في زمانه، ولقد ولع بالبديع ولعاً سما به إلى منزلة قلّ من ارتفع إليها من قبل، وإنّ لدي الكثير من الشواهد من نظمه ونثره، ومنها مقامات إذا شئتها شعراً كانت شعراً ببحور مختلفة، وقواف مختلفة، وإن شئتها نثراً كانت نثراً مسجعاً أو مرسلاً، ولم يكن هذا غريباً بمقدار غرابة خلو هذه المقامات من التكلّف، فقد كان إمام البديع، وشيخ الأُدباء فضلاً عن كونه عالماً، ومن علماء الفقه المعروفين).
وقلّما قرأ له أحد إلاّ شُغِف بشعره، وله تعلّق شديد بأهل البيت) عليهم السلام (حيث كان أعذب شعره فيهم)عليهم السلام (وكفى ذلك الفمّ الطاهر فخراً أن أنشد رائعته القصيدة الكوثرية التي لا يملّ الإنسان من تلاوتها، ولا تكلّ الاسماع عن سماع موسيقاها البديعة :
أمُفَلَّجُ ثَغْرِكَ أمْ جَوْهَر *** وَرَحِيْقُ رِضَابِكَ أَمْ سُكَّر
قَدْ قَـالَ لِثَـغْرِكَ صَانِعُهُ (اًِّنَّا أَعْطَيْنـَاكَ الْكَوْثَرَ)
كما طرق باب (الغزل الرقيق ما تطرب له القلوب وتهفو له الاسماع وتسيل له القرائح)

## من شعره
من قصيدة له بعنوان الاستعداد للموت وقد طلب ان تكون معه في قبره :
أرى عمـــري مـؤذنا بالذهـــاب... تمـر لياليـــــه مـر السحـــــاب
وتفـــاجـأني بيــض أيامــــــــــه... فتسـلخ مني سواد الشبـاب
فمن لي إذا حان مني الحمام... ولم أستطـع منـه دفعا لمابي
ومن لي إذا قلـــــبتني الأكــف... وجـردني غاسـلي من ثيابي
ومن لي إذا سرت فوق السرير... وشـــيل سـريري فوق الرقاب
ومن لي إذا مـا هجـــرت الدنيا... وعـــوضت عنها بدار الخـــراب
ومن لي إذا آب أهـــــل الــوداد... عني وقــد يئســوا من إيابي
ومن لي إذا منـــكر جـــــد في... سؤالي فأذهلني عن جوابي
ومن لي إذا درســـت رمتــي... وأبلى عظـــامي عفـــر التراب
ومن لي إذا قام يــوم النشـور... وقمت بلا حجـــة للحســـــاب
ومن لي إذا ناولــوني الكتــاب... ولم أدر مــاذا أرى في كتـابي
ومن لي إذا امتــازت الفـرقتان... أهـــل النعيــم وأهـــل العذاب
وكيف يعاملــــني ذو الجــــلال... فأعــــرف كيف يكــون انقلابي
أباللطف؟ وهو الغفــور الرحيم... أم العدل؟ وهو شديد العقـاب
وياليت شــــعري إذا سـامني... بذنبي، وواخذني باكتســابي
فهل تحرق النــار عينــــا بكت... لرزء القتيل بسيــف الضبابي؟
وهل تحرق النـار رجلا مشت... إلى حرم منه سامى القبـاب؟
وهل تحرق النـــار قلبــا أذيب... بلـــوعة نيران ذاك المصـــــاب؟
ومن قصيدة له في رثاء الحسين بن علي :
صلت على جسم الحسين سيوفهم.. فغدا لساجدة الضب محراب
يدعو ألست أن ابن بنت نبيكم.. وملاذكم ان صرف دهرٍ ناب
هل جئت في دين النبي ببدعةٍ.. أم كنت في أحكامه مرتاب
ومن قصيدة له في مدح النبي محمد يقول :
ولو لم يكن في صلب آدم مودعا *** لما قال قدماً للملائكة: اسجدوا
ولولاه ما قلنا ولا قال قائل *** لمالك يوم الدين إياك نعبد

## مؤلفاته
لديه العديد من الكتب والمُؤلّفات والرسائل والتي لا يزال أكثرها مخطوطاً، ومنها:
| - بلغة الراحل. كتاب في المعتقدات والأخلاق. - الوافي في شرح الكافي في العروض والقوافي. - شرحٌ على باب الظهار. شرحٌ على باب الظهار من كتاب والده في الفقه. - سبيكة العسجد في التاريخ بأبجد. - الرحلة الحجازية. رسالةٌ وصف فيها رحلته إلى الحج سنة 1347 هـ، ولا تزال مخطوطة. | - تقريرات بحوث السيد محمد بحر العلوم. - درر البحور في العروض. - شرح رسالة غاية الإيجاز. شرحٌ على كتاب غاية الإيجاز لوالده. - الميزان العادل بين الحق والباطل. - ديوان شعر. ديوان مطبوع ومشهورٌ ومعروفٌ باسم ديوان السيّد رضا الهندي. |

## وفاته
توفي بالسكتة القلبية في يوم الخميس المصادف للثاني والعشرين من جمادى الأولى 1362 هـ الموافق للسادس والعشرين من مايو/أيار 1943 م بقرية السوارية - التي سميت بالفيصلية في وقت لاحق -، بالمشخاب أحد توابع محافظة الديوانية، وحُمِلت جنازته إلى النجف فدفن هناك وصلي عليه المرجع أبو الحسن الأصفهاني، وأمر بإقامة مجلس الفاتحة، فأقيمت له عدة مجالس فاتحة في النجف وفي محل وفاته.

### وصلات خارجية
- مجلة الفرات الالكترونية

### الكتب
- أعيان الشيعة. محسن الأمين العاملي، طبع بيروت - لبنان، عام 1983 م - 1403 هـ، منشورات دار التعارف.
- الذريعة إلى تصانيف الشيعة. آغا بزرگ الطهراني، طبع بيروت - لبنان، 1403 هـ / 1983 م، منشورات دار الأضواء.
- نقباء البشر: 768.
- هكذا عرفتهم 1 :37.
- ديوان السيد رضا الهندي: ص62.
- معارف الرجال ج1:324 ـ 325.
- من أعيان الشيعة: السيد محسن الأمين، ج 32 : 77.

### إشارات مرجعية
1. 1 2 3 4 5 6 7 8  
الأمين، محسن. أعيان الشيعة - ج7. ص. 23. مؤرشف من الأصل في 2020-01-09.
2. ↑  
الطهراني، آغا بزرگ. الذريعة إلى تصانيف الشيعة - ج9. ص. 368.